# Gallipoli (halvø)
 For alternative betydninger, se Gallipoli. (Se også artikler, som begynder med Gallipoli)
Gallipoli (tyrkisk: Gelibolu Yarımadası) er en ca. 80 km lang halvø beliggende mellem det Ægæiske hav og Dardanellerne i Tyrkiet. Halvøen er opkaldt efter den græske by Kallipolis (dansk: ~ den gode by).
Gallipolli var i 1915 skueplads for kampe under 1. Verdenskrig under Slaget ved Gallipoli.